# Rencontres d'Arles

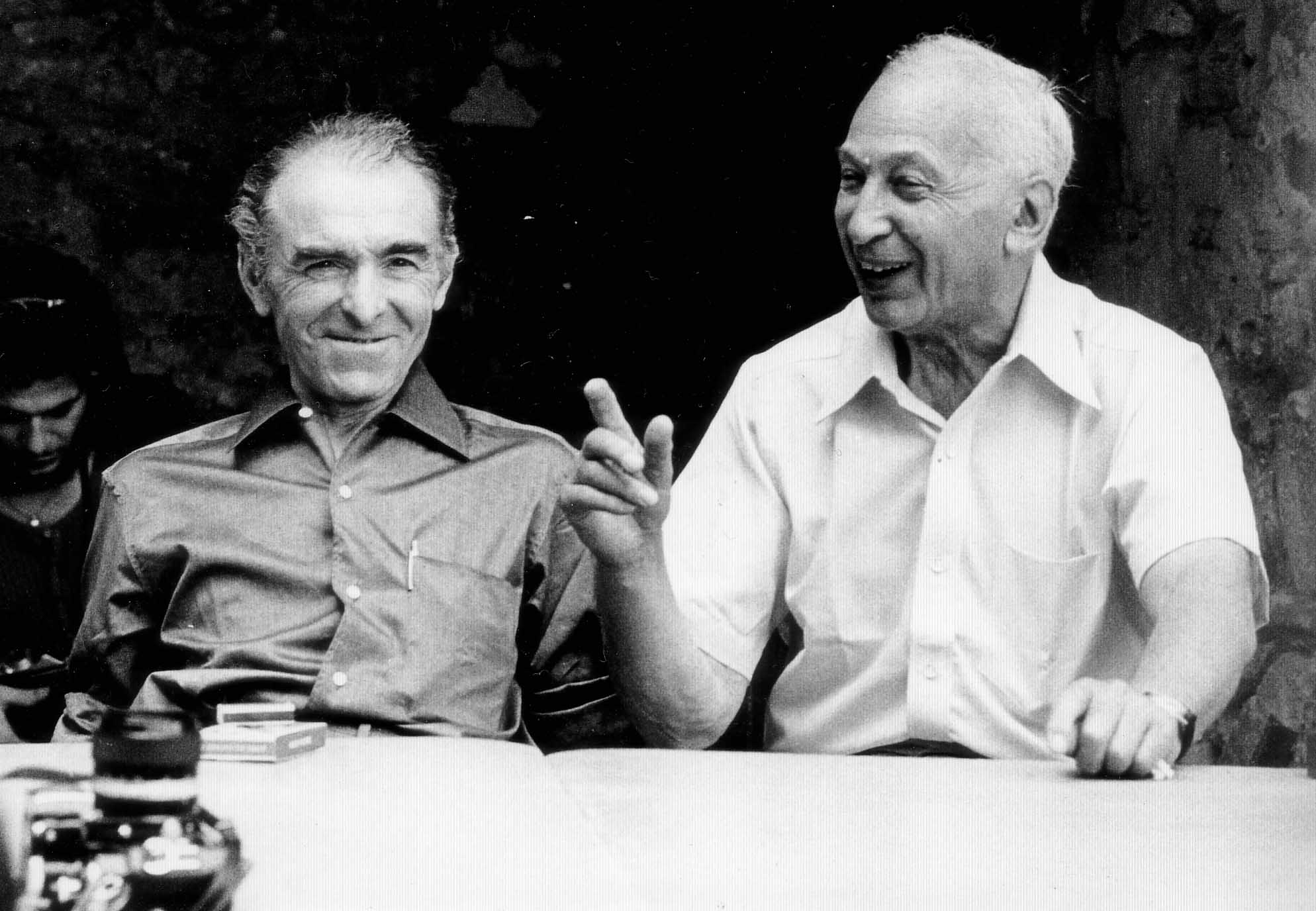
Els fotògrafs Robert Doisneau (esquerra) i André Kertész (dreta) als Rencontres de 1975.

Els Rencontres d'Arles (literalment, Trobades d'Arle, anteriorment anomenats Rencontres internationales de la photographie d'Arles) és un festival de fotografia fundat el 1970 pel fotògraf Lucien Clergue, l'escriptor Michel Tournier i l'historiador Jean-Maurice Rouquette, i que té lloc cada any entre juliol i setembre a Arle (Provença). L'actual comissari és François Hébel.
Les mostres són sovint produïdes en col·laboració amb museus i d'altres institucions culturals, tant franceses com estrangeres, i tenen lloc en diversos indrets de la ciutat; alguns d'ells, com capelles del segle xii i edificis industrials del xix, són oberts al públic només durant el festival.
Amb una programació composta essencialment de produccions inèdites, les Rencontres d'Arles tenen un gran impacte internacional. Durant l'edició de 2011 el festival va acollir 84.000 espectadors. Nombrosos fotògrafs han estat descoberts gràcies a les Rencontres d'Arles, cosa que confirma la importància del festival i en el seu paper de trampolí per a la fotografia i la creació contemporània.
En el transcurs dels últims anys, les Rencontres d'Arles han convidat nombrosos comissaris i confiat una part de la seva programació a personalitats com Martin Parr (2004), Raymond Depardon (2006) o el modista originari d'Arle Christian Lacroix (2008). El títol del programa de les Rencontres d'Arles 2013 serà "Le noir et blanc".
Des de 2002, la identitat corporativa està dissenyada per Michel Bouvet.

## Premi dels Rencontres

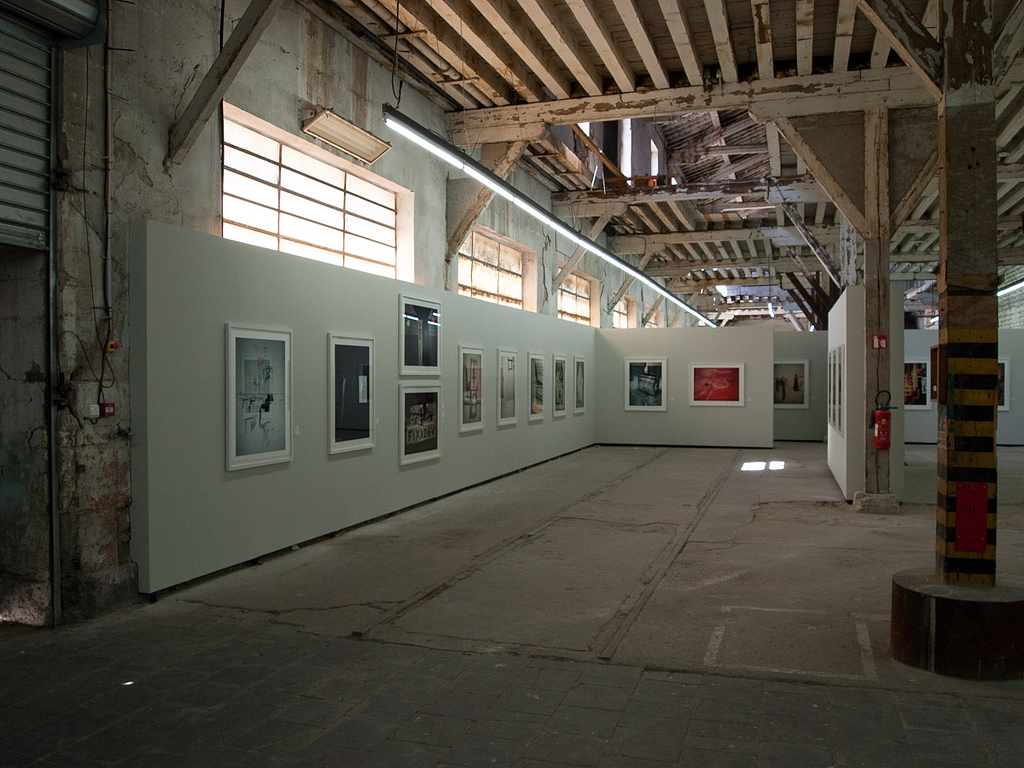
Exposició al Parc des ateliers Michel Campeau (2010).

Els Premis dels Rencontres d'Arles són, des de la seva creació el 2002, l'ocasió de descobrir nous talents al festival. La seva fórmula va evolucionar el 2007 per tal de conservar tres premis anuals, presentats durant l'estiu a Arle, i atorgats en el moment de la cerimònia de clausura de la setmana professional del festival: el Premi Descobriment (25.000 euros), el. Premi del Llibre d'Autor (8.000 euros) i el Premi del Llibre Històric (8.000 euros). Des de 2010 també es concedeix el Premi LUMA.